# Kamerakran

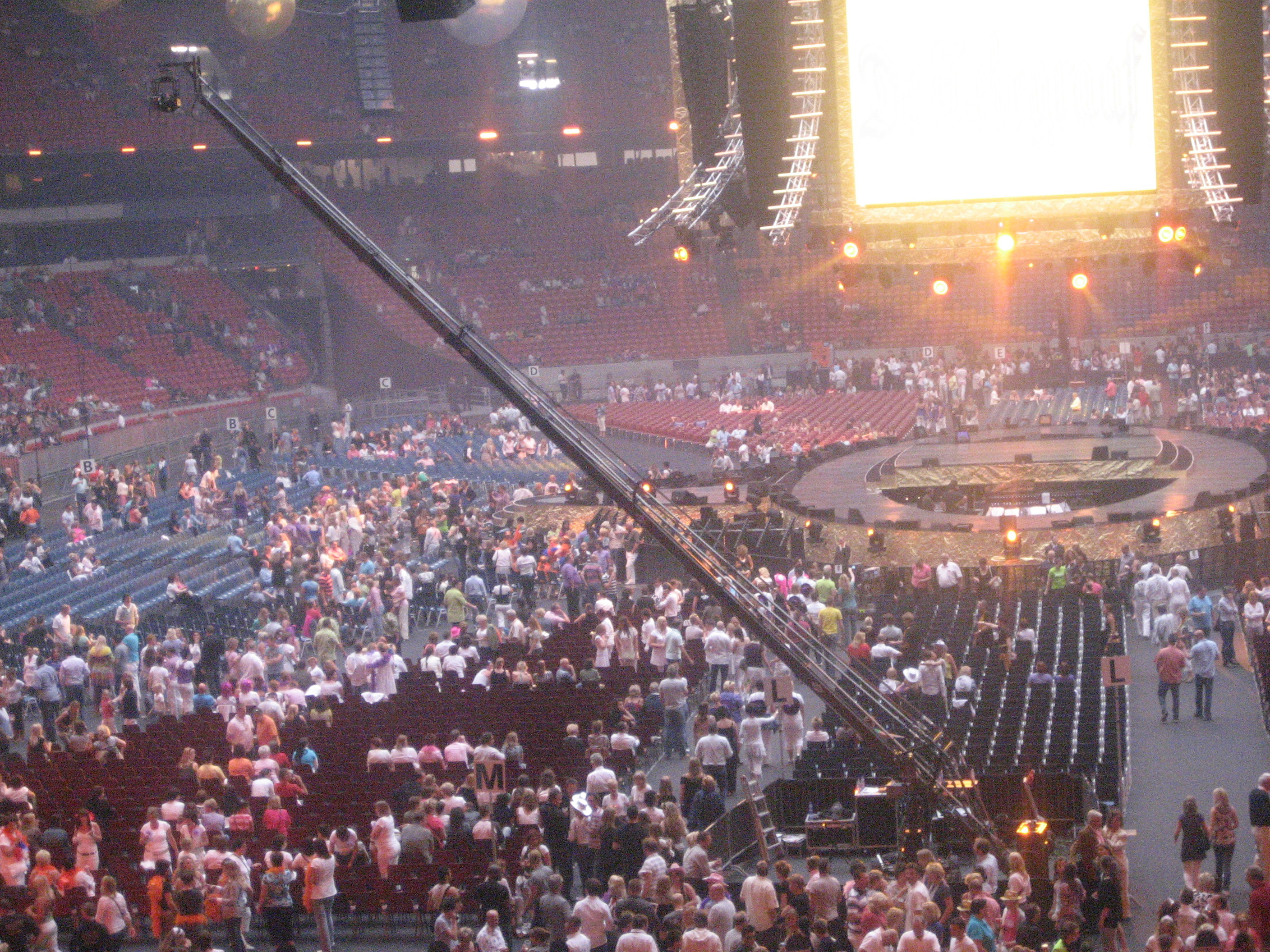
Längster in Serie produzierter Kamerakran GF-16.

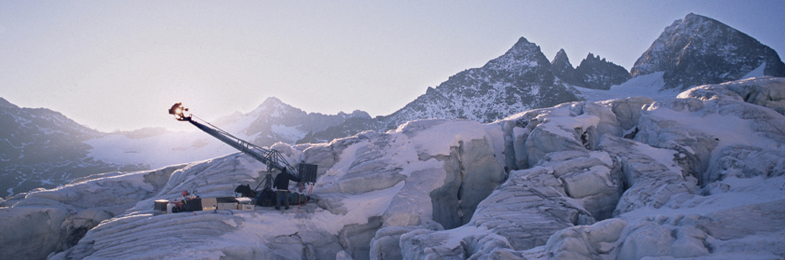
Ein Phoenix-Kamerakran mit Plattformbetrieb in schwierigem Terrain

Der Kamerakran wird in der Film- und Fernsehtechnik eingesetzt, um Kamerafahrten in drei Dimensionen zu ermöglichen. Das Motiv wird beispielsweise „überflogen“, die Kamera kann sich von oben auf das Motiv zubewegen oder von ihm entfernen. Es lassen sich auch Flugaufnahmen aus geringer Höhe simulieren.

## Arten von Kamerakränen
Es gibt Kamerakräne mit Plattformen, auf denen der Kameramann und teilweise auch der Kameraassistent mitfahren können – diese Kräne werden als bemannte Kräne bezeichnet.
Weiterhin gibt es Remotekräne. Hier wird statt der bemannten Plattform nur ein Remotehead (ferngesteuerter 2- oder 3-Achsen-Kopf) samt Kamera montiert. Sämtliche Kamerafunktionen und der Remotehead werden vom Remotepult aus ferngesteuert, und der Bildausschnitt wird über einen Monitor kontrolliert. Remoteversionen haben den großen Vorteil, dass aufgrund der geringeren Nutzlast größere Kranlängen möglich sind. Ein weiterer Vorteil ist die bei hängend montiertem Remotehead freie Sicht (senkrecht) nach unten. Beim 2-Achsen-Kopf kann die Kamera nach links und rechts sowie hinauf- und hinunterbewegt, beim 3-Achsen-Kopf zusätzlich um die Blickachse gerollt werden.

## Geschichte
Die erste Konstruktion eines Krans wurde beim Dreh des Films "Intolerance" 1916 eingesetzt.
Am 12. Februar 2005 wurde der Deutsche Horst Burbulla in Los Angeles mit einem Technik-Oscar ausgezeichnet. Die amerikanische Filmakademie honorierte damit die Entwicklung eines Kamerakran-Systems mit Teleskop-Mechanismus, das Burbulla entwickelt und am Markt durchgesetzt hat. Des Weiteren erhielten auch die Franzosen Jean-Marie Lavalou und Alain Masseron einen Technik-Oscar für die Entwicklung des Louma-Crane.
Mit den Fortschritten bei Werkstoffen und Elektronik werden seit einigen Jahren auch ferngesteuerte Drohnen als „fliegender Kamerakran“ eingesetzt.